# Православље у Војводини
Православље је најзаступљенија верска деноминација код становништва Војводине, а представља га углавном Српска православна црква, а делом и Румунска православна црква. Према попису из 2011. године, 70,25% становника Војводине је изјавило да је православне вере. Етничке групе у Војводини чији су припадници углавном православне вере су Срби, Црногорци, Румуни, Македонци и велики део Рома, Украјинаца и Југословена.

## Верска организација
Православље на подручју Војводине углавном представља Српска православна црква, организована у четири епархије: бачку, банатску, сремску и шабачку. У регији је присутна и Румунска православна црква организована у Епархију Дакија Феликс, којој припада локално румунско становништво.

## Манастири
На Фрушкој гори се налази 16 српских православних манастира, а према историјским подацима, у време османске власти (16—17. век) православних манастира на Фрушкој гори је било још више - 35. Мањи број православних манастира се налази и у Банату (7) и Бачкој (3).

## Историја православља у Војводини

### Ћирило-методско православље
У 9. веку, у Срему је постојала епископија коју су основали Бугари после преласка на хришћанство 865. Њом је једно време управљао један од двојице свете браће, Методије. У његово време епископија је обухватала Горњу и Доњу Панонију, Горњу Мезију и Горњу Дакију.
Када је Срем пао у руке цара македонских Словена Самуила (957—1014), сремска епархија је потчињена патријаршији у Охриду. После пада Самуиловог царства, Сирмиј је потпао под власт Византинаца. Охдридска патријаршија деградирана је на ранг архиепископије. За архиепископа јој је византијски цар Василије II Бугароубица поставио неког Словена Јована, а доделио јој је и 29 епископија међу којима су биле сремска (грч. επισκοπον της Θραμου), београдска (грч. επισκοπον της Βελεγραδων) и браничевска (грч. επισκοπον της Βρανιτξης). За сремску епископију поуздано се зна да се простирала и северно и јужно од Саве. За београдску епископију, пак, није искључено да је имала јурисдикцију и над крајевима северно од Дунава. Не зна се поуздано где је сремској епископији било седиште. Зна се, међутим, да то није био манастир св. Димитрија, јер ту могућност искључује писмо папе Климента VI из 1344.
Потпавши под власт Угарске (1071), област између Дунава и Саве, звана овострани Срем („citerior Sirmia“), дошла је под духовни утицај католичке цркве. Област јужно од Саве, звана „онострани Срем“ („ulterior Sirmia“), која одговара данашњој Мачви и сливу Колубаре, остала је још неко време под влашћу Византије и задржала своју ранију црквену организацију. Папа Григорије IX 1229. као становништво „оностраног Срема“ наводи православне Словене и Грке и подстиче рад на њиховој католизацији. Вероватно око 1230. и ту епископију је преузела католичка црква, а 1232. папа је тражио и потчињавање београдске и браничевске епископије светој столици у Риму. Премда је тако формално нестало православне црквене организације у Срему, до очекиване католизације ових крајева није дошло.
Према историјским изворима, православни се помињу на тлу данашње Војводине у 12. веку. Арапски географ Идризи је 1154. године пропутовао кроз Бач и оставио запис да се у њему налазе "грчки учени људи". Јован Кинам, пратилац византијског цара Манојла Комнина, је оставио запис везан за долазак цара Манојла на подручје Бача 1164. године: "стиже (цар Манојло Комнин) до неког града који се зове Пагацион (Бач). Ово је главни међу градовима у Сирмијуму и ту има седиште архијереј овог народа. Тамо је безбројно много становништва изашло да се прикључи његовој пратњи". Кинам такође пише да је цар пре преласка Дунава и доласка у Бач боравио у Срему, где су га дочекали свештеници који су певали грчке односно византијске православне црквене песме и химне, а који су имали црквене одежде и Јеванђеља у рукама. Потврду о православљу на тлу данашње Војводине у том раздобљу пружа и археологија. У близини Руме откривена је једна пространа православна црква која је датирана у другу половину 12. века, а остаци цркава су пронађени и на другим местима у Срему. Из доба Комнина потиче и византијски манастир у Думбову односно Раковцу с почетка 12. века. На зиду католичког Фрањевачког самостана у Бачу недавно је откривена фреска која приказује Христово распеће, а која датира из 13. или 14. века. Фреска је рађена у византијском стилу и личи на фреске из манастира Студенице. На овој фресци је грчким писмом записано "Исус Христос". На месту где је откривена фреска се донедавно налазио портрет Богородице из 1685. године.

### Светосавска црква
Обнова православне црквене организације на простору „оностраног Срема“ пада у време „сремског краља“ Драгутина, који се у усменој традицији сматра за оснивача фрушкогорских манастира Велике Ремете и Бешенова. Као зет и вазал угарског краља, добио је на управу Мачву и Београд. У повељи српског краља Милутина манастиру св. Стефана у Бањској од 1316/17. посведочене су мачевска (мачванска) и браничевска епископија.
Пад српске државе и напредовање Турака навели су један број Срба са Балкана на масовно пресељавање у крајеве северно од Саве и Дунава. Концентрација Срба на простору данашњег Срема била је толико велика да је на првим картама с почетка друге четвртине 16. века Срем означен као српска земља или Србија (лат. Rascia, или лат. Razen).
Мада поуздане вести о подизању српских православних манастира у средњовековној Угарској датирају из 14. и 15. века, једно касније предање бележи да је св. Сава већ у време угарског краља Беле основао неке манастире, међу којима и Ковиљ у Бачкој. Ђурађ Бранковић је од папе Николе добио одобрење да може у Угарског да подигне девет манастира за српске православне калуђере. У 15. веку у Срему су подигнути манастири Гргетег, Хопово, Крушедол, Шишатовац, Кувеждин, Привина глава, а у Банату Сенђурађ и евентуално још неки.
Према једној повељи сачуваној у каснијем препису, београдски православни митрополит је за време угарског краља Матије Корвина био црквени поглавар свих православних у Угарској. У то време православне цркве постојале су у Београду, Српском Ковину, Купинову и Сланкамену. За време последњих Бранковића основана је београдско-сремска митрополија са седиштем у манастиру Крушедолу задужбини митрополита Максима Бранковића (1513—1516).

#### Обновљена Пећка патријаршија
Код старијих историчара преовлађује мишљење да је српска црква после пада Деспотовине и смрти пећког патријарха Арсенија II поново дошла под јурисдикцију Охридске архиепископије (Константин Јиричек, Радослав Грујић и Иларион Руварац). За разлику од њих, Љубомир Стојановић, Јован Радонић и Бранислав Ђурђев тврдили су, што на основу претпоставки, што на основу западних и турских извора, да српска црква после пада Деспотовине, односно смрти Арсенија II, није у потпуности дошла у положај од пре 1219. Полазећи од савремених домаћих и турских извора, Ђурђев је дошао до закључка да је српска црква у овом периоду имала неки вид самосталности који је био најизраженији на просторима данашње Србије (укључујући пределе северно од Саве и Дунава), Црне Горе и Босне и Херцеговине.
Радослав Грујић сматра да је после дефинитивог уласка Срема у састав Османског царства (1521), ова област као викарна епархија припојена Београдској митрополији. Тако објашњава и епитет „сремски“ у наслову београдских митрополита из 16. и 17. века. О митрополијама основаним северно од Београда пре обнове Пећке патријаршије подаци су врло оскудни и непотпуни. Сегединска митрополија основана је, према Р. Грујићу, у оквиру Охридске архиепископије пре 1556. Те године (1556) је сегедински епископ Захарије, родом из Вранеша код Шаховића, подарио рукописно Четворојеванђеље цркви Ваведења пресвете Богородице (познатије као „селинска“) које се чува у Народној библиотеци у Софији. Митрополија се протезала на области Сегединског санџака: Бач, Сомбор и Тител, а 1645. припојена јој је упражњена митрополија за Солнок и Ковин. Као митрополит сегедински помиње се 1640. Неофит, који је протеран из Сегедина, према неким изворима, због покрштавања неког муслимана. На предлог патријарха Пајсија заменио га је августа 1645. митрополит Михаило, који је такође протеран (негде пре јула 1653), „због тога што се према раји није лепо опходио“. На предлог патријарха Гаврила I заменио га је владика Симеон, који је вероватно остао на челу Сегединске (Бачке) митрополије све до 1667, када се као митрополит помиње Георгије. За будимску и темишварску митрополију се зна да су настале спајањем неколико епархија, али се за имена њихових поглавара не зна пре васпостављања Пећке патријаршије. Исто важи и за липовску, која је основана пре или после уласка Баната у састав Османског царства (1552), a чији се први познати поглавар, митрополит Данил, помиње 1563. Јенопољска митрополија прославила се у 17. веку по својим поглаварима из породице Бранковић, а из истог периода сежу вести о Сигетској и Печујској митрополији. Пожешка митрополија датира из времена после васпостављања Пећке патријаршије.
Надирући све даље у унутрашњост Европе, Турци су постали свесни значаја Срба. Он је најбоље дошао до изражаја приликом похода Мехмед-паше Соколовића на Банат 1551–1552. Цена за даље успешно обрачунавање са католичком Европом подразумевала је и извесне концесије Србима. Њима за љубав, обновљена је Пећка патријаршија, чији рад је озакоњен и озваничен. На тај начин ова институција постала је одговорна држави. Подручје њене јурисдикције протезало се на просторе данашње Србије, Црне Горе, Босне и Херцеговине, Хрватске, Словеније, Мађарске, Словачке, Румуније (Банат, Кришана), Бугарске (западни део), Македоније (северни део) и Албаније (северни део). Највећи део овог подручја био је у саставу Османског царства. Ван граница Османског царства, Патријаршија се простирала северно од Будима и Ердеља, као и на подручју данашње централне Хрватске и у делу Словеније.
За реорганизацију српске цркве северно од Саве и Дунава заслужан је патријарх Макарије Соколовић. Он је основао нова епархијска седишта у Будиму, Печују, Сегедину, Араду, Темишвару, Вршцу и манастиру Ораховици. Због тога је међу савременицима називан „патријархом целе српске земље и поморских и северних крајева и осталих“. И патријарх Максим Скопљанац гледао је да усаврши црквену организацију у Подунављу. Уз то, хтео је да потчини својој власти све католичке манастире и монахе у Османском царству. У његово време плаћање црквених дажбина обавезивало је подједнако „Маџаре, Шокце, Бугаре, Србе, Арнауте и Латине“.

#### Карловачка митрополија
Крајем 17. века, дошло је до промене граница у централној Европи, чиме су одређене територије, до тада под управом Османског царства, дошле под контролу Хабзбуршке монархије. У време Велике сеобе Срба, изазване повлачењем хабзбуршке војске са централног Балкана, српски патријарх Арсеније III Чарнојевић сазвао је у Београду црквено-народни сабор. На њему су узели учешћа епископи, свештеници, свештеномонаси и народни главари са обе стране Саве и Дунава. Одлучено је да се у Беч пошаље епископ јенопољски Исаија да утврди услове под којима ће православни Срби живети у Хабзбуршкој монархији. Захтевало се да српска Црква у оквиру Хабзбуршке монарије добије онај положај који је имала под Турцима.
Патријарх Арсеније III је кренуо са реорганизацијом православне црквене организације на подручју данашње Војводине, која је овде као саставни део Пећке патријаршије постојала и за време турске управе. Оснивао је нове епископије, постављао епископе и сређивао у српској цркви хаотичко стање проузроковано ратом.
После смрти патријарха Арсенија III следећа питања избила су на дневни ред: ко ће га наследити, како ће се звати нова црквена област у Хабзбуршкој монархији и какав ће бити њен однос према Пећкој патријаршији. По питању канонског односа будуће црквене области са патријаршијом у Пећи, Срби су се поделили у две групе: док је група окупљена око епископа јенопољско-арадског Исаије Ђаковића била за избор новог патријарха и организовање једне нове патријаршије за Србе у Хабзбуршкој монархији, друга група окупљена око сремског митрополита Стефана Метохијца била је за организовање једне аутономне митрополије под јурисдикцијом Пећке патријаршије. Међу Србима је превагнуло гледиште Стефана Метохијца да се српска црква у Хабзбуршкој монархији организује као аутономна митрополија у склопу Пећке патријаршије и на челу са обласним митрополитом који би се називао „први“ или „начални“ митрополит.
На првом привилегијалном народно-црквеном сабору у јануару 1708. манастир Крушедол је изабран за седиште новоосноване митрополије, а епископ јенопољски Исаија Ђаковић за наследника патријарха Арсенија III. Одлучено је такође да митрополија остане у нераскидивој црквено-канонској зависности од Патријаршије у Пећи, од које је 1710. добила признање аутономије. Крушедолска митрополија основана је, дакле као аутономна (не и аутокефална) црквена област у саставу Пећке патријаршије. Такву репутацију је имала код источних, цариградских и јерусалимских патријараха.
Од 1713. године седиште митрополије се налазило у Сремским Карловцима. После укидања Пећке патријаршије (1766. године), Васељенска црква је Карловачку митрополију прећутно признала за потпуно независну и самоуправну. Од 1848. до 1920. митрополит карловачки је почасно носио титулу патријарха српског, коју Васељенска црква, међутим, није признавала. Године 1920, Карловачка митрополија је спојена са осталим српским црквеним областима у јединствену Српску патријаршију.

#### Други светски рат
Српска православна црква на подручју Војводине је доста страдала у Другом светском рату, нарочито у Срему, где је своју власт успоставила марионетска Независна Држава Хрватска. Већ крајем априла 1941. усташки режим је почео да спроводи замисао о промени статуса фрушкогорских манастира, њиховим директним потчињавањем и коришћењем манастирских имања. Међутим, коришћење манастирских материјалних добара није био једини циљ новоуспостављног режима. Битан циљ усташког деловања на Фрушкој гори био је и слабљење културне и духовне основе српског народа на овим просторима.
24. јуна 1941. Анте Павелић је донео одлуку о оснивању Државног равнитељства за обнову којом су сви фрушкогорски манастири потпали под патронат овог сектора усташке власти. Ова служба имала је задатак да исцрпи што више материјалних добара из православних манастира и епархијског комплекса зграда и установа у Сремским Карловцима. Усташке власти су слободно располагале целокупном манастирском имовином сматрајући је ратним пленом.
Духовни живот фрушкогорских манастира запао је у веома тешку ситуацију још у лето 1941. године. За православне монахе ситуација је постала посебно тешка када је у Срем пребачена група од 86 словеначких римокатоличких свештеника са послугом. Њих је немачка власт предала усташама како би их пребацили у фрушкогорске манастире. Усташе су одлучиле да питање православних монаха из фрушкогорских манастира реше на драстичан начин — депортацијом у концентрационе логоре. Државно равнитељство је 9. августа 1941. године донело одлуку о чишћењу фрушкогорских манастира од православног монаштва, након чега су многи калуђери били ухапшени и спроведени у логор, док је неколицина њих успела да избегне у Србију.
Након акције уклањања православног монаштва са Фрушке горе, Комисија Музеја за уметност из Загреба је септембра 1941. обишла све фрушкогорске манастире и из њих однела све уметничке предмете.
После разарања и пљачке у Другом светском рату од покретне имовине у манастирима није остало готово ништа. Оно што усташе нису однеле у Загреб спаљено је и уништено. Тако су у манастиру Хопову усташе спалиле иконостас Теодора Крачуна, у манастиру Раковцу иконостас барокног сликара Василија Остојића, у манастиру Велика Ремета иконе из XVII и XVIII века, у Кувеждину иконе и зидни животопис академског сликара Павла Симића, у Бешенову део иконостаса академског сликара Стевана Алексића, у Шишатовцу иконостас сликара Григорија Давидовића Опшића. У фрушкогорским манастирима су усташе укупно уништиле више од 300 икона.

## Галерија
- Православље на територији данашње Војводине 1054. године
- Православље на територији данашње Војводине у 14. веку
- Православље на територији данашње Војводине у 16-17. веку